# Amilopektin

Az amilopektin szerkezete

Az amilopektin (CAS szám: 9037-22-3) magas elágazási számmal rendelkező, vízben oldódó glükózpolimer, amely a növényekben található. Az amilóz mellett a keményítő két főkomponensének egyike.
A glükózegységek lineárisan kapcsolódnak egymáshoz α(1→4) glikozidos kötéssel.
Az elágazásoknál – melyek 24-30 egységenként jelentkeznek – α(1→6) glikozidos kötés található.
Az állatvilágban a glikogén a megfelelője, amelynek hasonló szerkezete van, de az elágazások gyakoribbak, 8-12 glükózegységenként fordulnak elő. A növényekben a keményítő az amiloplasztokban tárolódik. Amikor energiára van szükségük a sejteknek, a növény hidrolizálni kezdi a keményítőt és glükózt szabadít fel. A keményítő mintegy   70% amilopektint tartalmaz.

## Lásd még
- International Starch Institute Archiválva 2008. október 12-i dátummal a Wayback Machine-ben